# Pseudagrion rufostigma
Pseudagrion rufostigma – gatunek ważki z rodziny łątkowatych (Coenagrionidae).